# Harriet Liestam
Harriet Sofia Elisabeth Liestam född 24 april 1951, och död 2 oktober 2019 var en svensk handbollsmålvakt, som spelade för Stockholmspolisens IF och svenska damlandslaget.

## Klubblagskarriär
Harriet Liestam spelade sina år i eliten för Stockholmspolisen, till en början som reserv bakom Anita Helgstedt. Det var en mycket framgångsrik tid i klubblaget och under 10 år 1972–1981 var hon med och vann 7 SM-guld i handboll inomhus. 1976 var hon tränare för Hammarbys damlag i division 2.

## Landskamper
Liestam spelade 37 landskamper 1972–1977, då hon var aktiv i Stockholmspolisens IF. Av hennes 37 matcher slutade 13 med segrar, 2 oavgjorda och 22 förluster. Hon landslagsdebuterade mot Norge den 21 oktober 1972 i en förlust med hela 2-11. Sista landskampen spelade hon mot Polen 8 december 1977, också det en förlust med 10-20. Landskampsstatistiken överensstämmer mellan handbollsboken och den nya statistiksidan. Den mest minnesvärda landskampen är nog den 9 februari i Bollnäs, då Sverige vann sin första landskamp över västtyskorna. Västtyskorna ledde med 10-5 men svenskorna vann med 11-10 efter 4 mål av Maja Andersson och två straffräddningar av Liestam.

## Privatliv
Efter handbollskarriären arbetade Liestam som polis i 40 år från maj 1975–december 2015, under senare år med titeln polisinspektör på Stockholms polismyndighet. Hon var de sista åren hos polisen samordnare på polisens länskommunikationscentral.